# EPIC 201702477
EPIC 201702477 est un système binaire constitué d'une étoile et d'une naine brune. 

Au moment de sa découverte, la naine brune était la plus petite connue ainsi que l'objet le plus dense en dehors des résidus d'étoiles.

## EPIC 201702477 b
EPIC 201702477 b est une naine brune 66,9 ± 1,7 fois plus massive que Jupiter. Cette masse est proche de la masse minimale nécessaire à la fusion de l'hydrogène, qui sépare conventionnellement les naines brunes des vraies étoiles. Avec un rayon égal à seulement 0,757 ± 0,065 fois celui de Jupiter, EPIC 201702477 b est la plus petite naine brune connue au moment de sa découverte. Cette masse et ce rayon font que la masse volumique moyenne de cette naine brune est de 191 ± 51 grammes par centimètre cube (soit environ 10 fois celle de l'or), ce qui en fait au moment de sa découverte l'objet le plus dense connu parmi les planètes, objets de masse substellaire et étoiles de la séquence principale.